# Trest smrti v Kazachstánu
Trest smrti byl v Kazachstánu zrušen v roce 2021.
Do roku 2021 byl zrušen pro běžné zločiny, ale byl stále povolen pro zločiny, ke kterým došlo za zvláštních okolností (jako jsou válečné zločiny). Legální metodou popravy v Kazachstánu byla střelba, konkrétně jeden výstřel zezadu do hlavy.
Poslední známé popravy v Kazachstánu proběhly v roce 2003, kdy bylo od května do listopadu popraveno zastřelením 17 mužů.
17. prosince 2003 prezident Nursultan Nazarbajev zavedl moratorium na popravy a později zmírnil rozsudky smrti asi čtyřiceti vězňům na doživotí. V roce 2007 Kazachstán změnil svou ústavu a zrušil trest smrti za všechny zločiny kromě teroristických činů, které způsobují ztráty na lidských životech, a výjimečně závažných zločinů spáchaných během války.
V roce 2014 Amnesty International klasifikovala Kazachstán jako „abolicionistu pouze za běžné zločiny“. Navíc ženy nemohly být podle kazašského práva odsouzeny k smrti.
Od zavedení moratoria bylo v Kazachstánu odsouzeno k smrti šest lidí. Všem byl od té doby zmírněn trest smrti.
V letech 2008 a 2016 hlasoval Kazachstán pro moratorium OSN na trest smrti. 
23. září 2020 kazašský prezident Kassym-Jomart Tokajev oznámil, že Kazachstán podepsal Druhý opční protokol k Mezinárodnímu paktu o občanských a politických právech. Protokol vyžaduje, aby se všichni signatáři zavázali ke zrušení trestu smrti, přičemž Tokajev dodal, že Kazachstán jej podepsal „k naplnění základního práva na život a lidskou důstojnost“, s úmyslem brzy zrušit trest smrti na svých hranicích. 

## Pozoruhodné rozsudky smrti od roku 2003
V roce 2006 byl bývalý policista Rustam Ibragimov odsouzen k smrti za přípravu atentátu na významného politika Altynbeka Sarsenbayulyho. V roce 2014 byl Ibragimovův rozsudek smrti změněn na doživotí. Do roku 2016 byl Ibragimov poslední osobou, která byla v Kazachstánu odsouzena k trestu smrti.
V listopadu 2016 soud v Kazachstánu odsoudil masového vraha Ruslana Kulikbajeva k trestu smrti za terorismus poté, co byl odsouzen za zabití deseti lidí (včetně osmi policistů) při střeleckém útoku proti policistům v Almaty. Kulikbajevův rozsudek smrti byl změněn na doživotí v roce 2021 poté, co Kazachstán zrušil trest smrti za všechny zločiny.